# Moskobel
Moskobelとは、かつてソビエト連邦で製造された鉄道模型。

## 概要
Moskobel(モスクワ電線工場)で1951年から1969年まで製造された。1950年代の製品にはヨシフ・スターリンのイニシャルが側面に刻印されていて"スターリン時代"の列車として知られ、1960年代の製品にはそれらが無く、"フルシチョフ時代"の列車として知られる。もともとは販売を目的として製造されたものではなく、共産党員、高級将校、外国からの賓客への贈答品として製造され、同様に西側のボーイスカウトに相当する共産党青年団の団員へ贈られた。
長らく、その存在は国内外の一部の愛好家の間で知られていたが、冷戦の終結に伴い、おそらく東欧諸国に滞在したソビエトの将校が手放したと推測される製品が東欧諸国の露天商やロシアの大都市の露天商で売られるようになった。現在ではロシア政府は国外への持ち出しを禁じているとされ、税関で没収されるとの情報もある。もともと生産台数が少なかったこともあり、オークションに出ることも少ない。

## 製品
交流3線式で重厚な作りのダイキャスト製のディーゼル機関車とブリキ製の客車が2輌、有蓋車と無蓋車がそれぞれ1輌ずつ、変圧器、信号機、駅等のストラクチャーが含まれた。